# ACP100

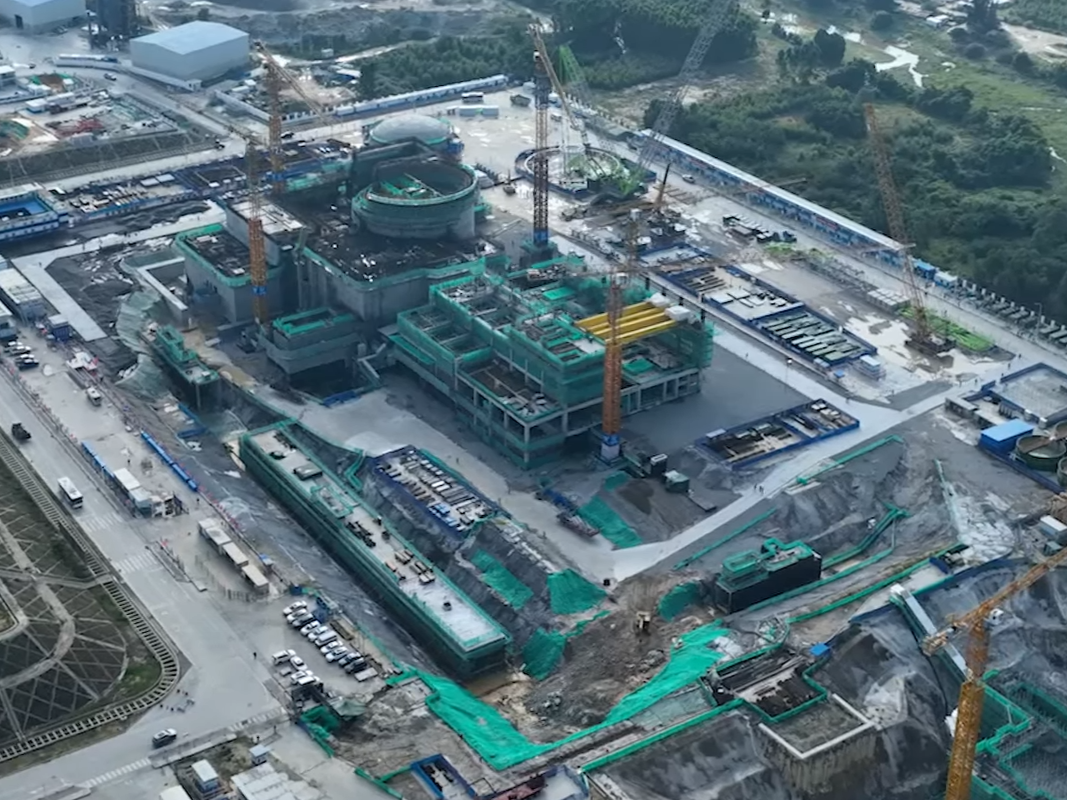
陆上模块化小型核反应堆“玲龙一号”施工现场

ACP100「先進中國壓水堆100兆瓦級」，又稱玲龙一号，是中国核工业建设集团推出的小型核反應堆模塊化壓水堆，適用於分散式發電，ACP100還能放置於船上成為浮動電站，為企業海外臨港活動、海上平台等迅速供電，不須牽涉在他國建設核電廠的漫長過程，只需將浮動電站船入港接電就完成，遇到緊急事故或是戰亂，可以迅速移走。中核集团主打中國境內市場起步已与福建、浙江、江西、湖南、黑龙江吉林签署开发协议。首个应用堆2021年开始在海南昌江核电站建设，预计2026年投入商业运转。

## 技术概况
玲龙一号则是将蒸汽发生器内置在压力容器内部，将冷却剂泵直接连在反应堆压力容器上（泵壳和压力容器一体设计），从而将反应堆冷却剂系统集成为一个反应堆模块。采用非能动堆芯冷却系统、非能动余热排出系统、非能动安全壳空气冷却系统、自动卸压系统和非能动可燃气体控制系统。堆芯损坏频率(CDF)为0.8×10-7。年发电量可达10亿千瓦时，每年相当于减少二氧化碳排放88万吨。

## 安全性
相比大型核電廠反應堆有更高使用彈性和安全性，小堆的应急计划区大大减小，ACP100所需要的疏散半径仅为300米，它的厂区就有300米，表示可以大大简化应急计划牽涉區域，让贴近城市、靠近用户成为可能，若作為寒冷地區產熱使用可為10万人供暖，减少燃煤60万吨。同時與ACP1000華龍一號同樣採用非能动堆芯冷却系统，極小概率的最糟多重外部事故下無外界干涉還可安全運轉14天為緊急事故處置爭取充分時間，為世界核能科技前列。
廠區建設層面該小型堆採用地下室方式設置，全體機件在地平線以下，與以往認知中高大聳立的核電站不同，灌注混凝土加固的周遭廣大土地本身就是圍阻體，更外層的土地也成為無限大的圍阻體。

## 歷史
2015年4月16日，ACP100簽署国际原子能机构協議，中国驻国际原子能机构代表团团长李俊杰出席了该协议签署仪式，ACP100反应堆安全审查工作将从7月开始由IAEA组织相关专家实施，计划历时7个月，通過後便能取得国际原子能机构認證。
2021年7月13日，玲龙一号在海南昌江核电站开工。
2022年12月，玲龙一号核岛安装工程正式开工。
2023年7月13日，玲龙一号在一重集团大连核电石化有限公司完成出厂验收。7月14日，玲龙一号运往海南昌江。8月10日，玲龙一号反应堆核心模块“玲龙之心”安装成功。玲龙一号钢制安全壳顶封头吊装就位，标志着“玲龙一号”的关键结构封顶，全面进入内部安装高峰期。
2024年2月6日，玲龙一号外穹顶吊装完成。
2024年5月21日上午，玲龙一号全球首堆核电站主控室启用。

## 參看
- ACP1000